# Geografía de Suecia
Suecia es un país transcontinental situado en el norte de Europa.

## Ríos, lagos y costas

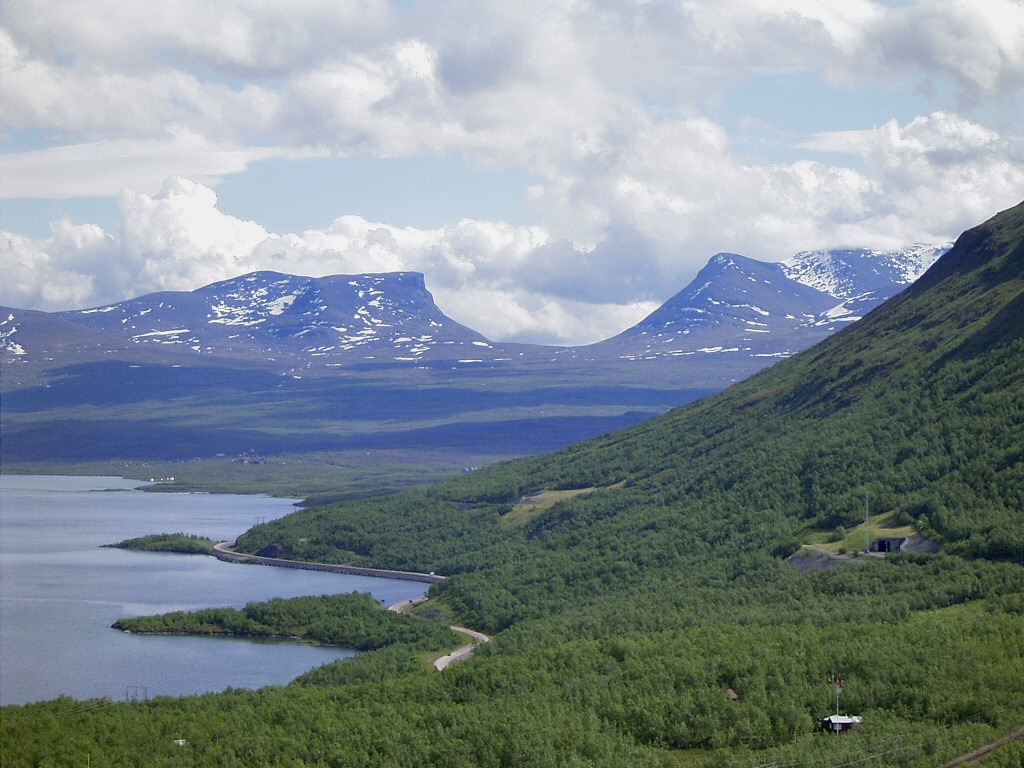
Paso Lapporten en Laponia.

### Ríos
Las características hidrográficas del territorio de la península Escandinava derivan de la glaciación cuaternaria, los ríos son prevalentemente rápidos y con numerosas cascadas. Hay ríos por todo el territorio de Suecia. Los ríos corren por lo general paralelos, del noroeste hacia el sureste y desembocan en el Kattegat. Muchos se originan en lagos. Los ríos más importantes son el Klara (Klarälven) (660 km) y el Torne (570 km) (Torne älv). Los ríos, de gran caudal, desembocan en el mar Báltico: Dal (541,7 km) (Dalälven), Ljusnan (443,3 km), Indals (430 km) (Indalsälven) Ångerman (463 km) (Ångermanälven), Ume (460 km) (Ume älv), Skellefte (410 km) (Skellefteälven), Pite (400 km) (Piteälven) y Kalix (460,65 km) (Kalix älv), Lule (460,8 km) (Luleälv) y Vindel (452,7 km) (Vindelälven).

### Lagos

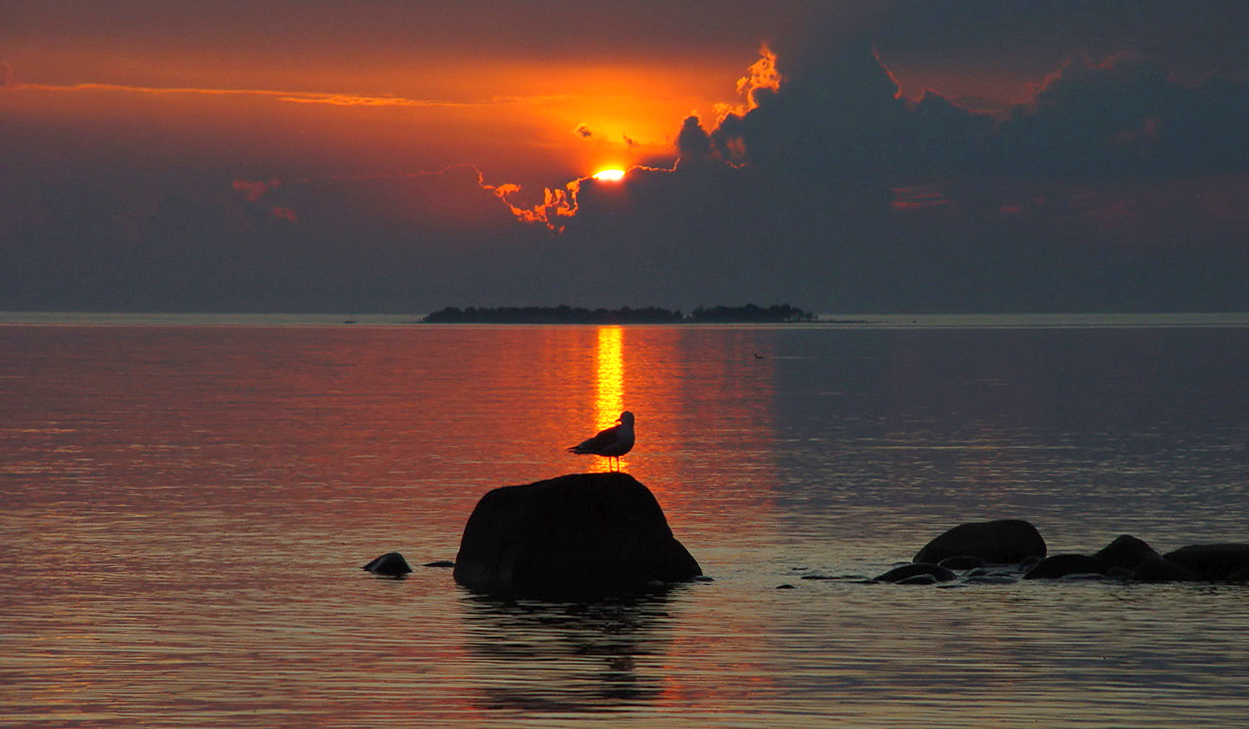
Puesta de sol en el lago Vättern.

Cerca del 1,8 % de la superficie del país está constituida por lagos. A menudo los lagos ocupan valles fluviales o tienen formas alargadas y ricas en ramificaciones que revelan su origen glaciar. Los diez mayores lagos suecos, en orden decreciente: Vänern (5.648 km², el más grande de Europa del Norte y el tercero del continente europeo, después de los lagos Ladoga y Onega en Rusia), Vättern (1.893 km²), Mälaren (1.140 km²), Hjälmaren (484 km²), Storsjön (464 km²), Siljan (con el lago Orsasjön (354 km²), Torne träsk (330 km²), Akkajaure (240 km²), Hornavan (220–283 km²), Uddjaure (210 km²) y Bolmen (184 km²)

### Costas
Suecia tiene una larga línea costera de 7625 km, que forma el límite este de la península escandinava. Al sur, el estrecho de Öresund separa Suecia de Dinamarca. El puente de Oresund une los dos países. Por el sur y el oeste limita con los estrechos de Skagerrak y de Kattegat. Por el este, Suecia tiene costa al mar Báltico y el golfo de Botnia. Los ríos abren a estrechos estuarios.
Suecia tiene, en el conjunto del país, cerca de 221.800 entre islas e islotes producto de la isostasia que afectó a Fenoscandia.
Las más grandes del país son:
| - Gotlandia, 2994 km² - Olandia, 1347 km² - Orust, 346 km² - Hisingen, 199 km² - Värmdö, 181 km² - Tjörn, 148 km² | - Väddö y Björkö, 128 km² - Fårö, 113 km² - Selaön, 95 km² - Gräsö, 93 km² - Svartsjölandet, 82 km² - Hertsön, 73 km² | - Alnön, 68 km² - Ekerö y Munsö, 68 km² - Tosterön-Aspön, 66 km² - Ingarö, 63 km² - Ljusterö, 62 km² - Torsö, 62 km² |

## Clima
Pese a su latitud, el clima es templado u oceánico en el sur, con inviernos fríos y cielos cubiertos y veranos frescos, en parte nublados. Las cuatro estaciones presentan diferencias y temperaturas templadas a lo largo de todo el año. La parte central tiene un clima húmedo continental. En el norte es clima subártico. Cerca del 15 % del territorio de Suecia está dentro del círculo polar ártico.
Sin embargo, Suecia es más cálida y seca que otros lugares de latitudes similares y de otras latitudes incluso más al sur, debido principalmente a la corriente del Golfo. Por ejemplo, el centro y sur del país tienen inviernos más cálidos que muchas partes de Rusia, Canadá y Estados Unidos. Debido a su localización, la duración del día varía enormemente. Al norte del círculo polar ártico, el sol nunca se pone en algunos días del verano, y en algunos días de invierno nunca amanece. El día en Estocolmo dura más de 18 horas a finales de junio, pero solo alrededor de 6 horas a finales de diciembre. Gran parte del territorio sueco recibe entre 1600 y 2000 horas de luz solar anualmente.
La temperatura varía del norte al sur. La parte central y sur del país tiene veranos cálidos e inviernos fríos, con temperaturas máximas entre 20 a 25 °C y mínimas entre 12 y 15 °C durante el verano; y una temperatura promedio de -4 a 2 °C en el invierno. Por su parte, la parte norte del país tiene veranos más cortos y frescos, e inviernos más largos y fríos, con temperaturas usualmente bajo el punto de congelación desde septiembre hasta mayo. Olas de calor ocurren ocasionalmente, y temperaturas por encima de los 25 °C se presentan durante varios días en el verano, a veces hasta en la parte norte del país.
La temperatura más alta registrada en Suecia fue de 38 °C en Målilla, en 1947, mientras la temperatura más baja ha sido de -67,6 °C en Vuoggatjålme en 1966.

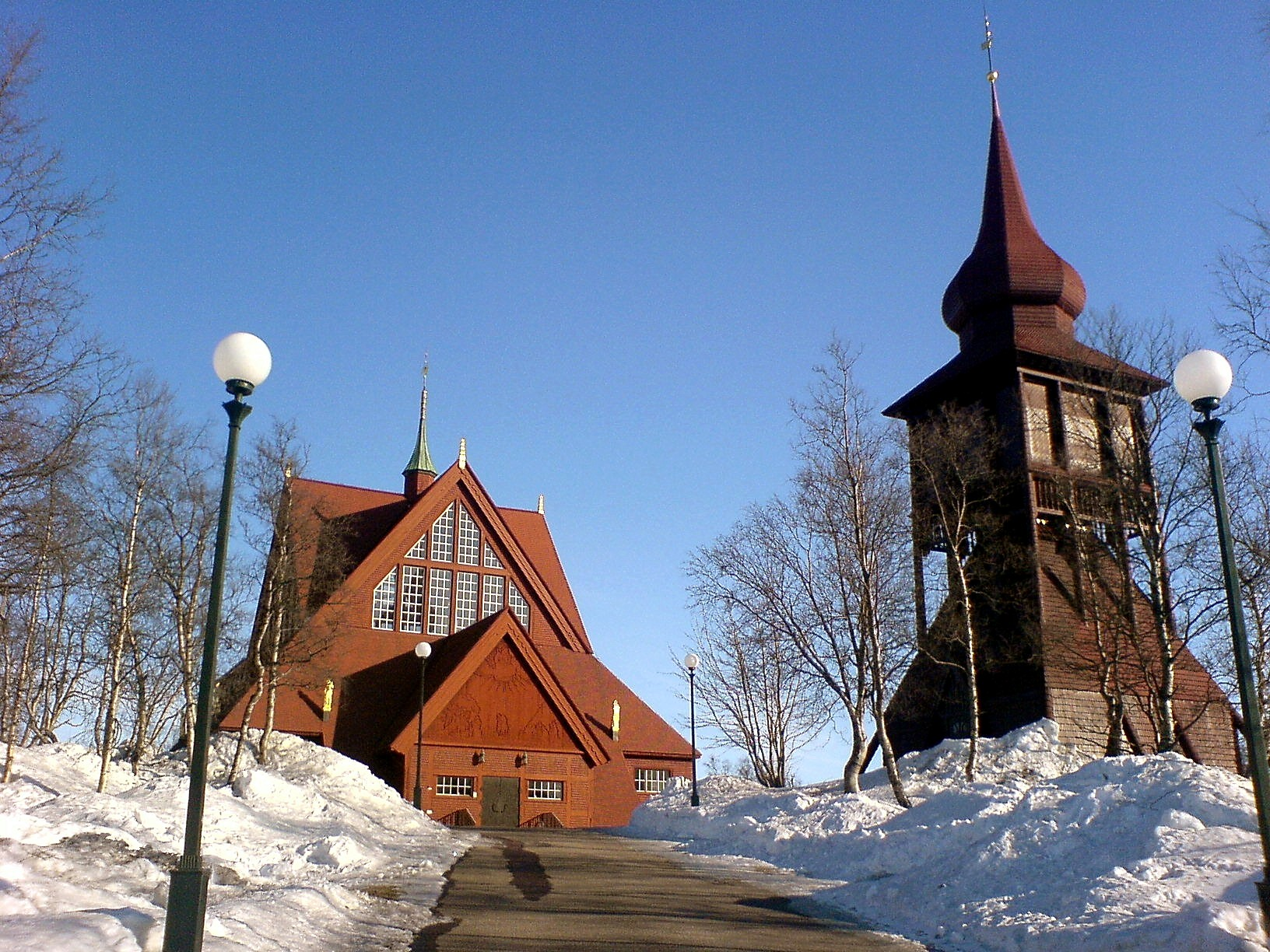
Iglesia de Kiruna, una de las ciudades más septentrionales de Suecia.

En promedio, la mayor parte de Suecia recibe entre 500 y 800 mm de precipitación cada año, haciendo al país considerablemente más seco que el promedio mundial. El suroeste es la región del país con más precipitaciones, entre 1000 y 1200 mm, y en algunas zonas montañosas del norte se estima que se reciben más de 2000 mm de precipitaciones. Las nevadas ocurren de diciembre a marzo en el sur, de noviembre a abril en el centro y de octubre a mayo en el norte de Suecia.
| Temperaturas máximas y mínimas registradas en diversas ciudades suecas (°C) |         |        |        |      |      |       |       |       |       |       |        |        |
| Ciudad                                                                      | Ene     | Feb    | Mar    | Abr  | May  | Jun   | Jul   | Ago   | Sep   | Oct   | Nov    | Dic    |
| Kiruna                                                                      | -10/-16 | -8/-15 | -4/-13 | 2/-7 | 8/0  | 14/6  | 17/8  | 14/6  | 9/2   | 1/-4  | -5/-10 | -8/-15 |
| Östersund                                                                   | -5/-10  | -3/-9  | 0/-6   | 5/-2 | 12/3 | 16/8  | 18/10 | 17/10 | 12/6  | 6/2   | 0/-3   | -3/-8  |
| Estocolmo                                                                   | 1/-2    | 1/-3   | 4/-2   | 11/3 | 16/8 | 20/12 | 23/15 | 22/14 | 17/10 | 10/6  | 5/2    | 1/-1   |
| Gotemburgo                                                                  | 2/-1    | 4/-1   | 6/0    | 11/3 | 16/8 | 19/12 | 22/14 | 22/14 | 18/10 | 12/63 | 3/-1   |        |
| Visby                                                                       | 1/-2    | 1/-3   | 3/-2   | 9/1  | 14/6 | 18/10 | 21/13 | 20/13 | 16/9  | 10/6  | 5/2    | 2/0    |
| Malmö                                                                       | 3/-1    | 3/-1   | 6/0    | 12/3 | 17/8 | 19/11 | 22/13 | 22/14 | 18/10 | 12/6  | 8/4    | 4/1    |

## Medio ambiente
El territorio de Suecia se reparte, de norte a sur, entre los biomas de tundra, taiga y bosque templado de frondosas.
Según WWF, cuatro ecorregiones están presentes:
- Pradera y bosque montano de abedules de Escandinavia (tundra), en las montañas del norte y el oeste
- Taiga escandinava y rusa, en el centro y el noreste
- Bosque mixto sarmático, en el sur
- Bosque mixto báltico, en la comarca de Escania, en el extremo sur

Conforme a la normativa de la Unión Europea, el territorio de este país se divide en tres regiones biogeográficas: continental, boreal y, en las montañas fenoscandinavas septentrionales, alpina. Destaca en su patrimonio natural la región de Laponia, bien mixto patrimonio de la Humanidad declarado por la Unesco en 1996. Cuenta con dos reservas de la biosfera: Kristianstad Vattenrike (2005) y archipiélago del lago Vänern (2010). La Zona del lago Torne, que fue reserva de la biosfera desde 1986, fue retirada de la lista en 2010. 514.675 hectáreas están protegidas como humedales de importancia internacional al amparo del Convenio de Ramsar, en total, 51 sitios Ramsar, entre ellos Tåkern. Tiene una veintena de parques nacionales, destacando entre ellos Abisko, Sarek y Store Mosse.
Suecia cuenta con 19.494 áreas protegidas que cubren 66.530 km² o el 14.8 % de la superficie sueca.
Los riesgos naturales del país son: formaciones de hielo en aguas circundantes, especialmente en el golfo de Botnia, pueden interferir con el tráfico marítimo. Por lo que se refiere a los problemas medioambientales, hay daños producidos por la lluvia ácida en los suelos y los lagos. Hay contaminación en el mar del Norte y en el Báltico.

## Geografía humana

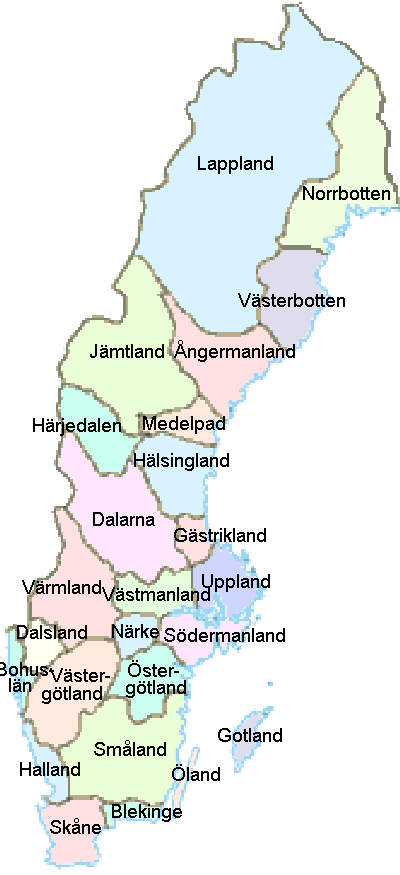
Las 25 provincias históricas de Suecia.

A principios del siglo XX, había una fuerte emigración desde Suecia. No obstante, al desarrollarse económicamente dejó de producirse esta sangría. Tiene 9 059 651 (est. julio de 2009) que en un 85 % vive en zonas urbanas (2008). Las regiones más densamente pobladas son Öresund en el sur, y el valle del lago Mälaren cerca de Estocolmo. En la mitad septentrional predomina la población rural. La escasamente poblada Norrland ocupa casi el 60 % del país. La densidad de población media es de 20,13 habitantes por kilómetro cuadrado. El índice natalidad es de 10,13 nacimientos por 1000 habitantes (est. 2009). El índice de crecimiento poblacional es 0,158 % (est. 2009).
En cuanto a los grupos étnicos del país hay que diferenciar, por un lado, la población indígena, formada en su mayor parte por suecos con minorías finlandesa y lapona; y por otro, los inmigrantes extranjeros o primera generación: finlandeses, yugoslavos, daneses, noruegos, griegos y turcos. La mayoría habla sueco y hay minorías que hablan finlandés y lapón. En cuanto a la religión, son protestantes en casi su totalidad (luteranos, 87 %) y otros (incluyendo católicos, ortodoxos, bautistas, musulmanes, judíos y budistas) un 13 %.
La capital es Estocolmo, con 1 287 988 hab. en 2008. Además, son ciudades principales: Gotemburgo (puerto que está en el oeste), Malmö (puerto en el sur) y Upsala. Está dividida en 21 provincias (lan, singular y plural): Blekinge, Dalecarlia, Gävleborg, Gotlandia, Halland, Jemtia, Jönköping, Kalmar, Kronoberg, Norbotnia, Örebro, Ostrogotia, Escania, Sudermania, Estocolmo, Upsala, Vermelandia, Vestrobotnia, Vestronorlandia, Vestmania y Gotia Occidential (Vestrogotia).

## Geografía económica

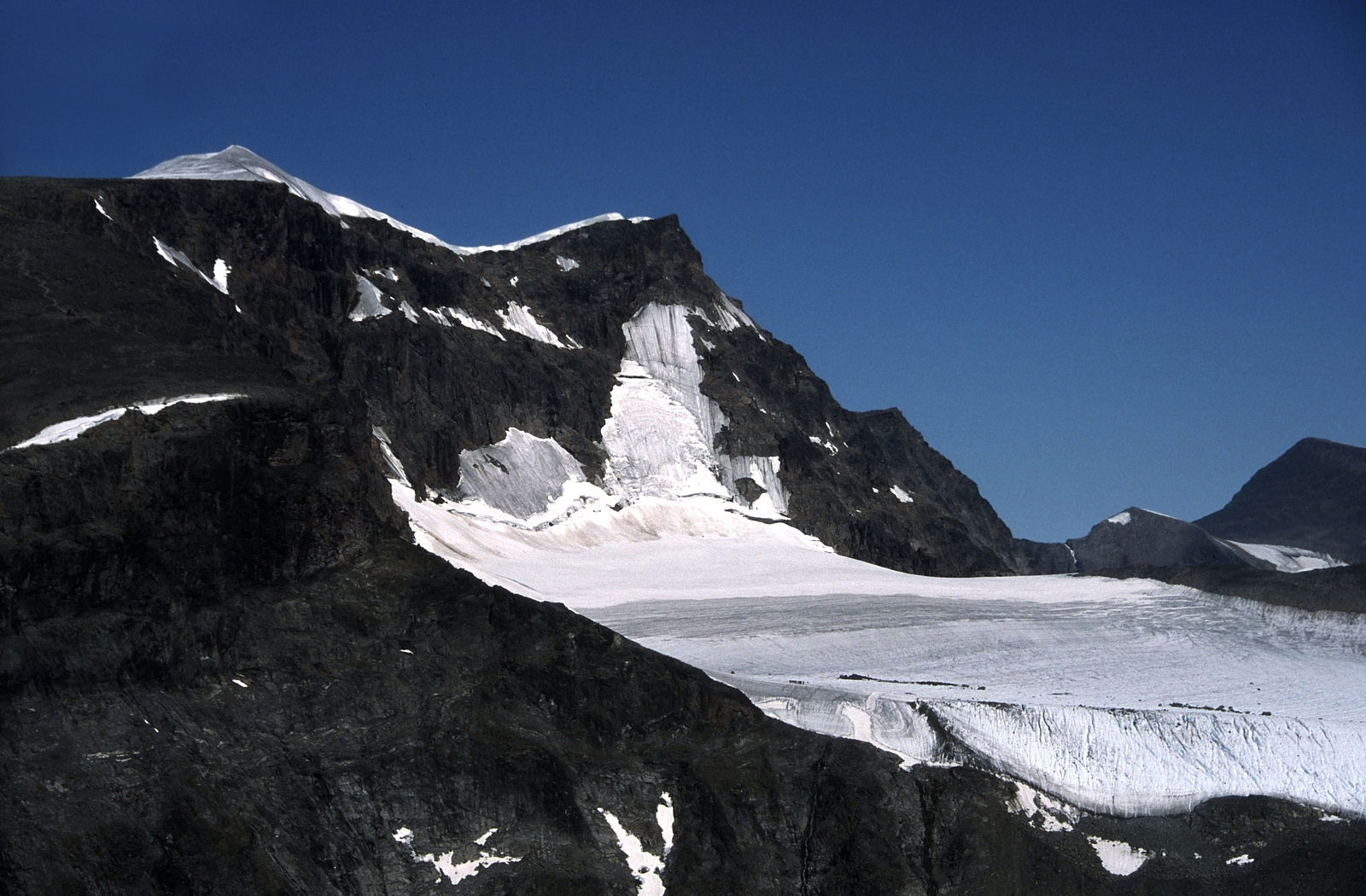
Kebnekaise (2111 m), vista desde Tuolpagorni.

Recursos naturales de Suecia son: zinc, hierro (Gellivara, Kiruna), plomo, cobre, plata, madera, uranio y energía hidroeléctrica. En cuanto al uso de la tierra es: terreno arable, 7 %; cosechas permanentes, 0 %; pastos permanentes, 1 %; bosques, 68 % y otros, 24 % (est. 1993)
La composición del PIB por sector es: agricultura 1,6 % (muy mecanizada), industria 26,6 % y servicios 71,8 % (est. 2009). La agricultura emplea al 1,1 % de la población activa, la industria el 28,2 % y los servicios el 70,7 % (2008).
Hasta finales del siglo XIX, Suecia era un país rural del que además emigraban sus habitantes, pero después de la PGM, el país comenzó a desarrollarse explotando sus riquezas naturales como la minería y los bosques. Ayudada por la paz y la neutralidad durante todo el siglo XX, Suecia es el país europeo de mayor nivel de vida, con un sistema mixto de capitalismo de alta tecnología y extensos beneficios de protección social. Tiene un moderno sistema de distribución, excelentes comunicaciones, internas y externas, y una fuerza laboral muy preparada. La madera, la energía hidroeléctrica y los minerales ferrosos constituyen la base de una economía muy orientada al comercio exterior. Las empresas privadas tienen el 90 % de la producción industrial, de la que el sector de la ingeniería abarca el 50 % de la producción y las exportaciones. El sur de Suecia es predominantemente agrícola, mientras en el norte la actividad forestal es amplia.
Los principales productos agrícolas son cereales (cebada, trigo) y remolacha azucarera. De la ganadería, bovina mayoritariamente, se obtiene carne y leche. En cuanto a los productos industriales, cabe citar: hierro y acero (en Borlänge y el litoral báltico), equipamiento de precisión (telecomunicaciones, armamento), pulpa de madera para la industria del papel, alimentos procesados e industria automovilística (Volvo, Saab).
Como país con litoral, se practica la pesca, especialmente del arenque y el bacalao. Los principales puertos y terminales son: Brofjorden, Gotemburgo, Helsingborg, Lulea, Malmö, Stenungsund, Estocolmo, Trelleborg y Visby.
La red ferroviaria se extiende a lo largo de 11.633 km. Las carreteras tienen un total de 425.300 km, de las que pavimentadas están 139.300 km (incluyendo 1740 km de vías rápidas) y sin pavimentar 286.000 km (2008). Hay 2052 km de ríos navegables y canales (2007).